# 30 maja
30 maja jest 150. (w latach przestępnych 151.) dniem w kalendarzu gregoriańskim. Do końca roku pozostaje 215 dni.

## Święta
- Imieniny obchodzą: Andronik, Anastazy, Andrzej, Bazyli, Bolemysł, Brodzisław, Eksuperancjusz, Feliks, Ferdynand, Gawin, Jan, Joanna, Mirogniew, Suligniewa, Sulimir, Sulirad, Zyndram i Żanna.
- Polska – Dzień Rodzicielstwa Zastępczego (uchwalony przez Sejm RP w 2006 roku)
- Turks i Caicos – Dzień Bohaterów Narodowych
- Wspomnienia i święta w Kościele katolickim[1][2] obchodzą:
  - św. Emilia z Cezarei
  - św. Ferdynand III (król)
  - św. Jan Sarkander (prezbiter i męczennik) (Johann Fleischmann)
  - św. Joanna d’Arc (zw. Dziewicą Orleańską)
  - św. Józef Marello (biskup)
  - bł. Karol Liviero (biskup)
  - bł. Maria Celina od Ofiarowania Najświętszej Maryi Panny (klaryska)
  - bł. Marta Wiecka (szarytka)
  - bł. Otto Neururer (męczennik)
  - św. Zdzisława Czeska (zw. Zdzisławą z Lemberku; również 3 stycznia)

## Wydarzenia w Polsce
- 1137 – Książę Polski Bolesław III Krzywousty i książę Czech Sobiesław I Przemyślida podpisali pokój kłodzki.
- 1505 – Podczas obrad Sejmu w Radomiu uchwalono konstytucję nihil novi, stanowiącą podstawę funkcjonowania dwuizbowego parlamentu Korony; jej wprowadzenie uważa się często za początek demokracji szlacheckiej w Królestwie Polskim.
- 1649 – Król Jan II Kazimierz Waza poślubił Ludwikę Marię, wdowę po swym bracie Władysławie IV Wazie.
- 1833 – Ogłoszono nową konstytucję Wolnego Miasta Krakowa.
- 1863 – Powstanie styczniowe: nierozstrzygnięta I bitwa pod Chruśliną.
- 1874 – Otwarto tunel kolejowy w Łupkowie na dzisiejszej granicy polsko-słowackiej.
- 1909 – Założono klub sportowy Górnik 09 Mysłowice.
- 1918 – Założono Związek Legionistów Polskich.
- 1920 – Swój pierwszy mecz rozegrał Klub Sportowy Batalionu Zapasowego 42 Pułku Piechoty, protoplasta późniejszej Jagiellonii Białystok.
- 1923 – Marszałek Polski Józef Piłsudski złożył wniosek o dymisję ze stanowiska szefa Sztabu Generalnego Wojska Polskiego.
- 1939 – W katastrofie samolotu na lotnisku w Międzyrzecu Podlaskim zginęły dwie osoby.
- 1940 – 51 mieszkańców Rudna w powiecie parczewskim zostało rozstrzelanych przez Niemców.
- 1942 – Niemcy rozpoczęli masową wywózkę Żydów z krakowskiego getta do obozu zagłady w Bełżcu.
- 1943 – Rozpoczęło się scalanie oddziałów Batalionów Chłopskich z Armią Krajową.
- 1955 – 42 górników zginęło w pożarze w KWK „Sośnica” w Gliwicach.
- 1960 – Obrona Domu Katolickiego przez mieszkańców Zielonej Góry (tzw. wydarzenia zielonogórskie).
- 1965 – Odbyły się wybory do Sejmu PRL i do Rad Narodowych.
- 1968 – W Warszawie odsłonięto Pomnik Czynu Chłopskiego.
- 1981 – 45 członków założycieli Białoruskiego Zrzeszenia Studentów w Polsce wysłało pismo do Ministerstwa Nauki, Szkolnictwa Wyższego i Techniki z wnioskiem o rejestrację organizacji.
- 1999 – W Warszawie odsłonięto Pomnik Bitwy o Monte Cassino.
- 2000 – Premiera filmu Patrzę na ciebie, Marysiu w reżyserii Łukasza Barczyka.
- 2001:
  - Odbyła się pierwsza gala finałowa konkursu Mistrz Mowy Polskiej.
  - Została zarejestrowana sądownie Liga Polskich Rodzin.
- 2011 – Rozpoczęły nadawanie kanały naziemne: TV6 i Polsat Sport News.

## Wydarzenia na świecie

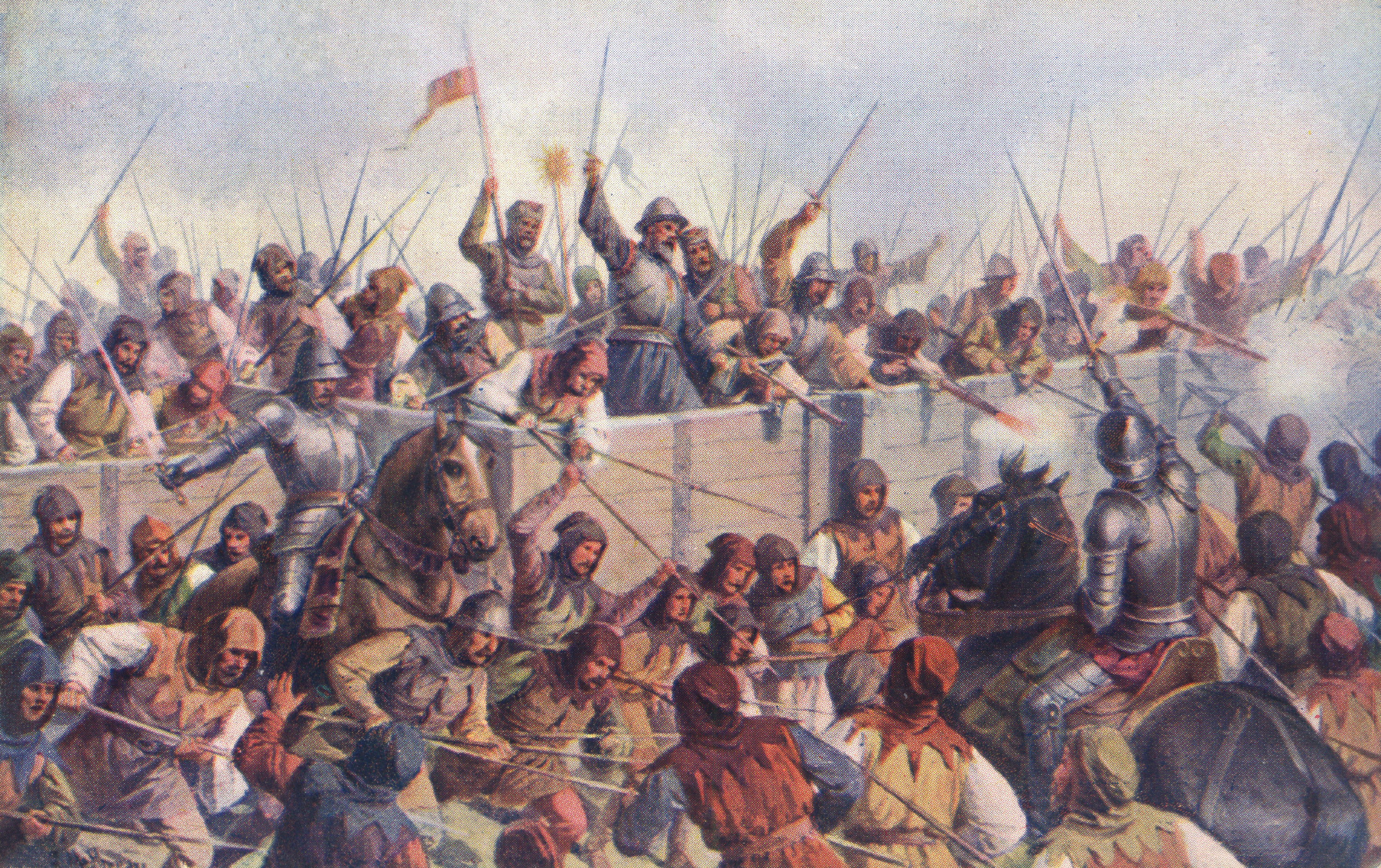
Bitwa pod Lipanami (1434) na obrazie Josefa Mathausera

- 70 – Wojna żydowska: podczas oblężenia Jerozolimy wojska rzymskie przebiły się przez drugi z trzech murów obronnych.
- 526 – Trzęsienie ziemi zniszczyło starożytne miasta Diassarites i Lychnidos, leżące na terenie dzisiejszej Ochrydy w Macedonii.
- 839 – Po śmierci króla Akwitanii Pepina I jego królestwo podzielili między sobą Lotar I i Karol II Łysy.
- 1087 – Konrad Salicki został koronowany w Akwizgranie na króla Niemiec.
- 1213 – Zwycięstwo floty angielskiej nad francuską w bitwie przy porcie Damme.
- 1232 – Antoni Padewski został kanonizowany przez papieża Grzegorza IX.
- 1416 – W Konstancji został spalony na stosie Hieronim z Pragi.
- 1431 – W Rouen została spalona na stosie Joanna d’Arc.
- 1434 – Czeskie radykalne odłamy husytów (taboryci i sierotki) poniosły ostateczną klęskę w bitwie pod Lipanami z utrakwistami i katolikami. W jej trakcie poległ wódz taborytów Prokop Wielki.
- 1498: 
  - Józef II został wybrany na metropolitę kijowskiego.
  - Krzysztof Kolumb rozpoczął swą trzecią wyprawę do Nowego Świata.
- 1536 – Król Anglii Henryk VIII Tudor poślubił swą trzecią żonę Jane Seymour.
- 1539 – W okolicach dzisiejszego miasta Tallahassee na Florydzie wylądowała hiszpańska wyprawa z ponad 600 osobami na 10 statkach pod wodzą odkrywcy i konkwistadora Hernanda de Soto.
- 1563 – I wojna północna: zwycięstwo floty szwedzkiej nad duńską w bitwie pod Bornholmem.
- 1574 – Henryk III Walezy został królem Francji.
- 1626 – Ok. 20 tys. osób zginęło w wyniku eksplozji w prochowni Wanggongchang w Pekinie.
- 1635:
  - Albański biskup i pisarz Frang Bardhi opublikował w Rzymie pierwszy słownik łacińsko-albański Dictionarium latino-epiroticum, una cum nonnullis usitatioibus loquendi formulis.
  - Zawarto pokój praski kończący okres szwedzki w wojnie trzydziestoletniej.
- 1784 – W Paryżu podpisano traktat pokojowy kończący IV wojnę angielsko-holenderską.
- 1796 – I koalicja antyfrancuska: zwycięstwo wojsk francuskich nad austriackimi w bitwie pod Borghetto.
- 1801 – Francuska wyprawa badawcza pod dowództwem komandora Nicolasa Baudina dotarła do przylądka Cape Naturaliste na zachodnim wybrzeżu Australii.
- 1805 – Założono Nowoczerkask w Rosji.
- 1806 – Późniejszy prezydent USA Andrew Jackson zastrzelił w pojedynku rewolwerowca Charlesa Dickinsona, jednocześnie zostając samemu ciężko rannym.
- 1814:
  - Honoriusz IV Grimaldi został księciem Monako.
  - Zawarto pokój paryski pomiędzy Francją a państwami VI koalicji antyfrancuskiej.
- 1826 – W Neapolu odbyła się premiera opery Bianka i Gernando Vincenza Brlliniego.
- 1832 – Otwarto Kanał Rideau łączący Ottawę z Kingston w prowincji Ontario.
- 1835 – Spłonął Teatr Miejski w Mińsku.
- 1848:
  - Wojna austriacko-piemoncka: zwycięstwo wojsk Piemontu w bitwie pod Goito.
  - Założono brytyjskie przedsiębiorstwo ubezpieczeniowe Prudential.
- 1849 – Gen. Pedro Santana został po raz drugi prezydentem Dominikany.
- 1854 – Utworzono terytoria Kansas i Nebraski.
- 1859 – Wojna francusko-austriacka: rozpoczęła się wygrana przez wojska francusko-sardyńskie bitwa pod Palestro (30-31 maja).
- 1862 – Wojna secesyjna: po miesięcznym oblężeniu wojska Unii zajęły miasto Corinth w stanie Missisipi.
- 1866 – W Pradze odbyła się premiera opery Sprzedana narzeczona Bedřicha Smetany.
- 1876:
  - Car Rosji Aleksander II Romanow wydał ukaz emski zakazujący używania języka ukraińskiego i nazwy Ukraina.
  - Murad V został sułtanem Imperium Osmańskiego.
- 1887 – Maurice Rouvier został premierem Francji.
- 1894 – Charles Dupuy został po raz drugi premierem Francji.
- 1904 – Założono niemiecki klub piłkarski SC Freiburg.
- 1911:
  - Amerykanim Daniel Ahearn(inne języki) ustanowił w Nowym Jorku rekord świata w trójskoku (15,52 m).
  - Amerykanin Ray Harroun wygrał pierwszy wyścig samochodowy Indianapolis 500.
- 1913 – W Londynie zawarto układ pokojowy kończący I wojnę bałkańską.
- 1914 – Statek pasażerski RMS „Aquitania” wypłynął z Liverpoolu w swój dziewiczy rejs do Nowego Jorku.
- 1918 – Powstała Kubańsko-Czarnomorska Republika Radziecka.
- 1922:
  - Odsłonięto Mauzoleum Abrahama Lincolna w Waszyngtonie.
  - Zawarto konkordat między Łotwą a Stolicą Apostolską.
- 1925:
  - W Chinach powstał studencko-robotniczy Ruch 30 Maja.
  - W Pradze podpisano czechosłowacko-polską konwencję turystyczną.
- 1929 – W Wielkiej Brytanii odbyły się wybory parlamentarne, które z powodu nieuzyskania samodzielnej większości przez żadne z ugrupowań wyłoniły tzw. zawieszony parlament.
- 1932 – Kanclerz Niemiec Heinrich Brüning podał się do dymisji.
- 1937 – Podczas obchodów Dnia Pamięci w Chicago policja otworzyła ogień do protestujących hutników, zabijając 10 osób i raniąc kilkadziesiąt.
- 1940 – Założono hiszpański klub piłkarski CD Logroñés.
- 1941:
  - Kampania śródziemnomorska: Kreta została opanowana przez wojska niemieckie.
  - W ramach operacji „Sabine” (18 kwietnia -30 maja) wojska brytyjskie obaliły pronazistowski rząd iracki premiera Raszida Alego al-Kilaniego.
- 1942:
  - 1000 bombowców Royal Air Force dokonało nalotu na Kolonię.
  - Na podstawie decyzji Państwowego Komitetu Obrony ZSRR utworzono Centralny Sztab Ruchu Partyzanckiego, działający przy Najwyższym Naczelnym Dowództwie Armii Czerwonej. W tym samym dniu powołano Ukraiński Sztab Ruchu Partyzanckiego z gen. Timofiejem Strokaczem na czele.
- 1944 – Charlotte Grimaldi, nieślubna córka i jedyne dziecko panującego księcia Monako Ludwika II, zrzekła się praw do dziedziczenia tronu na rzecz swego syna Rainiera.
- 1947 – 53 osoby zginęły w katastrofie lecącego z Newark do Miami samolotu Douglas C-54 Skymaster należącego do Eastern Air Lines(inne języki).
- 1950 – W Wilnie wysadzono w powietrze, odsłonięty w 1916 roku, pomnik Trzech Krzyży według projektu Antoniego Wiwulskiego.
- 1954 – Otwarto Stadion Minjor w bułgarskim Perniku.
- 1958 – Dokonano oblotu samolotu pasażerskiego Douglas DC-8.
- 1961:
  - W katastrofie samolotu DC-8 holenderskich linii KLM pod Lizboną zginęło 61 osób.
  - Zginął w zamachu dyktator Dominikany Rafael Leónidas Trujillo.
- 1962:
  - Dokonano oblotu myśliwca Su-15.
  - W Chile rozpoczęły się VII Mistrzostwa Świata w Piłce Nożnej.
- 1966 – Została wystrzelona amerykańska sonda księżycowa Surveyor 1.
- 1967 – Nigeryjski region Biafra ogłosił secesję, co doprowadziło do blisko 3-letniej wojny domowej.
- 1968:
  - Prezydent Francji Charles de Gaulle rozwiązał Zgromadzenie Narodowe.
  - W reakcji na protesty studenckie zachodnioniemiecki Bundestag uchwalił ustawy wyjątkowe, ograniczające wolności obywatelskie i umożliwiające władzy skuteczniejszą walkę z zamieszkami.
  - Wysadzono w powietrze kościół św. Pawła w Lipsku.
- 1969 – Przyjęto konstytucję Gibraltaru.
- 1971 – W kierunku Marsa wystrzelono amerykańską sondę kosmiczną Mariner 9.
- 1972 – Trzech terrorystów z Japońskiej Armii Czerwonej dokonało ataku z użyciem broni maszynowej i granatów na port lotniczy pod Tel Awiwem, w wyniku czego zginęło 26 osób (w tym 2 napastników), a 79 zostało rannych (w tym trzeci z napastników).
- 1975 – Powstała Europejska Agencja Kosmiczna (ESA).
- 1979:
  - Lecący z Bostonu samolot de Havilland Canada DHC-6 Twin Otter linii Downeast Airlines(inne języki) rozbił się we mgle podczas podchodzenia do lądowania w Rockland w stanie Maine, w wyniku czego zginęło 16 osób, a jedna została ranna.
  - Surya Bahadur Thapa został po raz trzeci premierem Nepalu.
  - Założono japońskie przedsiębiorstwo produkujące i wydające gry komputerowe Capcom.
- 1980 – Rozpoczęła się podróż apostolska Jana Pawła II do Francji.
- 1981 – Prezydent Bangladeszu Ziaur Rahman zginął w zamachu zorganizowanym przez grupę oficerów.
- 1982:
  - Belisario Betancur wygrał wybory prezydenckie w Kolumbii.
  - Hiszpania została 16. członkiem NATO.
- 1984 – Ukazał się album Private Dancer Tiny Turner.
- 1987 – Marszałek Dmitrij Jazow został ministrem obrony ZSRR.
- 1989 – Założono boliwijski klub piłkarski La Paz FC.
- 1994 – W Chorwacji kuna zastąpiła dinara chorwackiego.
- 1998 – Ponad 4 tys. osób zginęło w trzęsieniu ziemi w północnym Afganistanie.
- 1999 – 53 osoby zginęły, a ponad 250 zostało rannych po wybuchu paniki na stacji metra Niamiha w Mińsku.
- 2003 – Premiera filmu animowanego Gdzie jest Nemo?
- 2005 – W Monachium otwarto stadion piłkarski Allianz Arena.
- 2007 – Odkryto planetę pozasłoneczną XO-3 b.
- 2008 – Podczas konferencji w Dublinie 111 państw poparło zakaz używania bomb kasetowych. Od głosu m.in. wstrzymała się Polska.
- 2010:
  - 30 osób zginęło w katastrofie autobusu w Chitradurga w Indiach.
  - Odbyła się I tura wyborów prezydenckich w Kolumbii. Do II tury przeszli Juan Manuel Santos i Antanas Mockus.
  - W wyniku przejścia cyklonu Agatha nad krajami Ameryki Środkowej zginęło 190 osób, a 119 zostało uznanych za zaginione.
- 2012:
  - Były prezydent Liberii Charles Taylor został skazany na 50 lat pozbawienia wolności przez Sąd Specjalny dla Sierra Leone w Hadze za zbrodnie wojenne i przeciw ludzkości jakich dopuścił się podczas wojny domowej w tym kraju.
  - Międzynarodowa Unia Chemii Czystej i Stosowanej (IUPAC) zatwierdziła oficjalne nazwy dwóch nowych pierwiastków: flerovium i livermorium.
- 2019 – James Marape został premierem Papui-Nowej Gwinei.
- 2020 – Z Centrum Kosmicznego Johna F. Kennedy’ego na Florydzie wystartowała misja SpaceX DM-2. Był to pierwszy załogowy lot kosmiczny z terytorium USA od 2011 roku i pierwsza taka misja na Międzynarodową Stację Kosmiczną w ramach programu lotów komercyjnych NASA.
- 2022 – Aleksandr Rozenberg został premierem Naddniestrza.

## Urodzili się
- 1010 – Song Renzong, cesarz Chin (zm. 1063)
- 1201 – Tybald IV, hrabia Szampanii, król Nawarry (zm. 1253)
- 1220 – Aleksander Newski, książę Nowogrodu, wielki książę kijowski, wielki książę włodzimierski (zm. 1263)
- 1423 – Georg von Peurbach, austriacki matematyk, astronom (zm. 1461)
- 1464 – Barbara Hohenzollern, margrabianka brandenburska, księżna głogowska (zm. 1515)
- 1590 – Lucas Jennis(inne języki), niemiecki drukarz, wydawca, miedziorytnik (zm. 1630)
- 1606 – Władysław Jerzy Chalecki, strażnik wielki litewski, starosta i podkomorzy mozyrski (zm. 1668)
- 1623 – (data chrztu) Wallerant Vaillant, holenderski malarz, rysownik, grafik pochodzenia francuskiego (zm. 1677)
- 1624 – Leopold Fryderyk, książę Wirtembergii-Mömpelgard (zm. 1662)
- 1653 – Klaudia Felicyta Habsburg, arcyksiężniczka austriacka, cesarzowa niemiecka, królowa czeska i węgierska (zm. 1676)
- 1690 – Anton Sturm, niemiecki rzeźbiarz (zm. 1757)
- 1708 – Daniel Gralath, gdański uczony, burgrabia, burmistrz Gdańska (zm. 1767)
- 1713 – Karolina Elżbieta Hanowerska, księżniczka brytyjska (zm. 1757)
- 1718 – Wills Hill, brytyjski arystokrata, polityk (zm. 1793)
- 1719 – Gelasius Dobner, czeski pijar, historyk pochodzenia e (zm. 1790)
- 1743 – Robert Patterson, amerykański matematyk, historyk,  wykładowca akademicki, urzędnik, wojskowy pochodzenia irlandzkiego (zm. 1824)
- 1755 – Jean-François Collin d’Harleville(inne języki), francuski dramaturg (zm. 1806)
- 1757 – Henry Addington, brytyjski arystokrata, polityk, premier Wielkiej Brytanii (zm. 1844)
- 1759 – Jakub Ferdynand Bogusławski, polski pułkownik (zm. 1819)
- 1763 – Mariana Waldstein, hiszpańska arystokratka, malarka pochodzenia austriackiego (zm. 1808)
- 1768 – Étienne Marie Antoine Champion de Nansouty, francuski generał (zm. 1815)
- 1769:
  - Ann Brunton Merry, brytyjsko-amerykańska aktorka (zm. 1808)
  - Benedikt Hacker, austriacki kompozytor, wydawca (zm. 1829)
- 1782 – John Spencer, brytyjski arystokrata, polityk (zm. 1845)
- 1797 – Antoni Feliks Kraszewski, polski ziemianin, polityk (zm. 1870)
- 1800:
  - Henri-Marie-Gaston Boisnormand de Bonnechose, francuski duchowny katolicki, arcybiskup Rouen, kardynał, polityk, prawnik (zm. 1883)
  - Karl Wilhelm Feuerbach, niemiecki matematyk, pedagog (zm. 1834)
- 1811 – Andrea Verga, włoski psychiatra, neurolog, wykładowca akademicki (zm. 1895)
- 1812 – Feliks Lipski, polski żołnierz, uczestnik powstania listopadowego (zm. 1885)
- 1814:
  - Michaił Bakunin, rosyjski myśliciel, rewolucjonista (zm. 1876)
  - Eugène Charles Catalan, belgijski matematyk, wykładowca akademicki (zm. 1894)
- 1816:
  - Jacob Smith Jarmann, norweski konstruktor broni (zm. 1894)
  - Robert Eduard Prutz, niemiecki pisarz (zm. 1872)
- 1819 – Antoni Jerzykowski, polski filolog klasyczny, pedagog (zm. 1889)
- 1820 – Pierre-Joseph-Olivier Chauveau, kanadyjski polityk, premier Quebecu (zm. 1890)
- 1832 – Rafael Romero Barros, hiszpański malarz (zm. 1895)
- 1836:
  - Jean-Baptiste Clément, francuski pieśniarz, działacz socjalistyczny, uczestnik Komuny Paryskiej (zm. 1903)
  - Aleksander Kotsis, polski malarz (zm. 1877)
- 1838 – Hermann Markgraf, niemiecki historyk, filolog klasyczny, archiwista, bibliotekarz (zm. 1906)
- 1839:
  - Robert Harting, niemiecki leśnik, mykolog, wykładowca akademicki (zm. 1901)
  - Wilhelmus Wulfingh, holenderski duchowny katolicki, wikariusz apostolski Gujany Holenderskiej (zm. 1906)
- 1840 – Anton Hubert Fischer, niemiecki duchowny katolicki, arcybiskup Kolonii, kardynał (zm. 1912)
- 1841:
  - Marceli Czartoryski, polski ziemianin, kolekcjoner dzieł sztuki (zm. 1909)
  - Matylda od Najświętszego Serca Jezusa, hiszpańska zakonnica, błogosławiona (zm. 1902)
- 1843 – Ernest Świeżawski, polski historyk, pedagog (zm. 1919)
- 1844 – Louis Varney, francuski kompozytor (zm. 1908)
- 1845 – Amadeusz I Sabaudzki, książę Aosty, król Hiszpanii (zm. 1890)
- 1846:
  - Peter Carl Fabergé, rosyjski jubiler, złotnik (zm. 1920)
  - Angelo Mosso, włoski fizjolog (zm. 1910)
- 1847:
  - Ottilie Baader, niemiecka działaczka socjaldemokratyczna (zm. 1925)
  - Bolesław Orzechowicz, polski ziemianin, mecenas kultury i sztuki (zm. 1927)
- 1848 – Feliks Ochimowski, polski prawnik, adwokat, wykładowca akademicki, sędzia Sądu Najwyższego (zm. 1932)
- 1850 – Grazioso Enea Lanfranconi, włoski inżynier, wynalazca (zm. 1895)
- 1851 – Vittorio Marchi, włoski lekarz, histolog (zm. 1908)
- 1853 – Władysław Leon Sapieha, polski książę, ziemianin, działacz społeczny, polityk (zm. 1920)
- 1854 – Władysław Witkowski,polski lekarz, działacz społeczny (zm. 1927)
- 1856 – Jerzy Mycielski, polski hrabia, historyk, historyk sztuki, wykładowca akademicki (zm. 1928)
- 1861 – Walter Marcus Pierce, amerykański prawnik, przedsiębiorca, polityk (zm. 1954)
- 1862 – Anton Ažbe, słoweński malarz, pedagog (zm. 1905)
- 1864:
  - Feliks Kon, polski działacz komunistyczny pochodzenia żydowskiego (zm. 1941)
  - Wilhelm Karl von Urach, niemiecki arystokrata, król Litwy (jako Mendog II) (zm. 1928)
- 1866 – Fernand Charron, francuski kierowca wyścigowy (zm. 1928)
- 1867 – Feliks Winiarczyk, polski polityk, poseł na Sejm Ustawodawczy i senator RP (zm. 1934)
- 1868 – Abdülmecid II, kalif Turcji (zm. 1944)
- 1869 – Giulio Douhet, włoski generał (zm. 1930)
- 1875 – Giovanni Gentile, włoski filozof (zm. 1944)
- 1876 – Vladimir Nazor, chorwacki pisarz, tłumacz (zm. 1949)
- 1878 – Raymond Smith Dugan, amerykański astronom (zm. 1940)
- 1879:
  - Vanessa Bell, brytyjska malarka (zm. 1961)
  - Konstantin Ramul, estoński psycholog (zm. 1975)
- 1880:
  - Rudolf Lang, polski pułkownik kawalerii (zm. 1940)
  - Miel Mundt, holenderski piłkarz (zm. 1949)
- 1881:
  - Charlotte Burton, amerykańska aktorka (zm. 1942)
  - Adolf Kaschny, niemiecki adwokat, polityk, nadburmistrz Raciborza (zm. 1951)
- 1882:
  - Feliks Dziewicki, polski oficer, kawaler Orderu Virtuti Militari (zm. ?)
  - Wyndham Halswelle, brytyjski lekkoatleta, sprinter i średniodystansowiec, żołnierz (zm. 1915)
  - Feliks Koczur, polski polityk ludowy, poseł na Sejm Ustawodawczy (zm. 1962)
  - Feliks Płażek, polski dramaturg, prozaik (zm. 1950)
  - George van Rossem, holenderski szpadzista, szablista (zm. 1955)
- 1883:
  - Maarten de Wit, holenderski żeglarz sportowy (zm. 1965)
  - Riccardo Zandonai, austriacko-włoski kompozytor, dyrygent (zm. 1944)
- 1884 – Siegmund Glücksmann, niemiecki adwokat, polityk (zm. 1942)
- 1885 – Karl Behr, amerykański tenisista (zm. 1949)
- 1886:
  - Wiktor Czarnocki, polski major, inżynier agronom (zm. 1925)
  - Wiktor Jakób, polski chemik, wykładowca akademicki (zm. 1971)
- 1887:
  - Alexander Archipenko, ukraiński rzeźbiarz, malarz, grafik, pedagog (zm. 1964)
  - Maria Climent Mateu, hiszpańska działaczka Akcji Katolickiej, męczennica, błogosławiona (zm. 1936)
- 1888:
  - Władysław Gniady-Trzecieski, polski major piechoty Legionów Polskich (zm. 1918)
  - Maria Mirska, polska aktorka (zm. 1945)
  - Stefan Zaleski, polski ekonomista, wykładowca akademicki (zm. 1959)
- 1890:
  - Karol Grzesik, polski kapitan rezerwy artylerii, polityk, poseł na Sejm RP, marszałek Sejmu Śląskiego, prezydent Chorzowa (zm. 1940)
  - Giuseppe Pace, maltański duchowny katolicki, biskup Gozo (zm. 1972)
- 1891 – Ben Bernie, amerykański skrzypek jazzowy, aktor, osobowość radiowa (zm. 1943)
- 1892:
  - Georges Kaeckenbeeck, belgijski prawnik, polityk (zm. 1973)
  - Konstantin Ostrowitianow, radziecki ekonomista, polityk (zm. 1969)
  - Bohdan Świderski, polski geolog (zm. 1943)
- 1893:
  - Norman Cota, amerykański generał (zm. 1971)
  - Giovanni Scatturin, włoski wioślarz (zm. 1951)
- 1894:
  - Gunnar Böös, szwedzki szermierz, florecista (zm. 1987)
  - Karol Hanusz, polski aktor, śpiewak (zm. 1965)
  - Józef Jakubowski, polski major piechoty (zm. 1942)
- 1895:
  - Pacifico Perantoni, włoski duchowny katolicki, biskup Gerace, arcybiskup Lanciano-Ortona, generał zakonu franciszkanów (zm. 1982)
  - Arno Saxén, fiński patolog (zm. 1952)
- 1896 – Howard Hawks, amerykański reżyser, scenarzysta i producent filmowy (zm. 1977)
- 1897:
  - Eugeniusz Boss, polski historyk, wykładowca akademicki (zm. 1944)
  - Marta Kłapowa, polska nauczycielka, działaczka narodowa i społeczna (zm. 1977)
  - Alfred Moss, brytyjski kierowca wyścigowy (zm. 1972)
- 1898:
  - Hermann Arbon, estoński polityk komunistyczny (zm. 1942)
  - Kazimierz Czyhiryn, polski kapitan piechoty (zm. 1940)
  - Adolfo Heisinger, argentyński piłkarz pochodzenia argentyńskiego (zm. 1976)
- 1899:
  - Stanisław Jełowicki, polski zootechnik, wykładowca akademicki (zm. 1972)
  - Irving Thalberg, amerykański producent filmowy pochodzenia żydowskiego (zm. 1936)
- 1900:
  - Gerald Gardiner, brytyjski polityk (zm. 1990)
  - Carlos Raúl Villanueva, wenezuelski architekt (zm. 1975)
- 1901:
  - Clelia Gatti Aldrovandi, włoska harfistka, pedagog (zm. 1989)
  - Walter Felsenstein, niemiecki reżyser teatralny pochodzenia austriackiego (zm. 1975)
  - Mieczysław Fogg, polski piosenkarz (zm. 1990)
  - Icyk Manger, żydowski prozaik, poeta (zm. 1969)
- 1902:
  - Stepin Fetchit, amerykański aktor, komik (zm. 1985)
  - Teodor Gajewski, polski rzeźbiarz (zm. 1948)
- 1903:
  - Albert Snouck Hurgronje, holenderski piłkarz (zm. 1967)
  - Feliks Ścibałło, polski bronioznawca, kolekcjoner broni (zm. 1976)
- 1904:
  - Ernesto de la Guardia Navarro, panamski ekonomista, przedsiębiorca, polityk, wiceprezydent i prezydent Panamy (zm. 1983)
  - Jan Mosdorf, polski filozof, działacz narodowy, publicysta (zm. 1943)
  - Feliks Paszkowski, polski malarz (zm. 1986)
  - Feliks Żukowski, polski aktor (zm. 1976)
- 1905 – Pere Tarrés Claret, hiszpański duchowny katolicki, błogosławiony (zm. 1950)
- 1906:
  - Bruno Gröning, niemiecki uzdrowiciel duchowy (zm. 1959)
  - Rudolf Hasse, niemiecki kierowca wyścigowy (zm. 1942)
  - Aleksander Kahane, polski piłkarz pochodzenia żydowskiego (zm. po 1969)
  - Stanisław Malatyński, polski aktor, reżyser teatralny (zm. 1976)
- 1907:
  - Ingeborg Geisendörfer, niemiecka polityk (zm. 2006)
  - Konrad Wünsche, polski ziemianin, oficer, żołnierz AK, działacz konspiracyjny pochodzenia niemieckiego (zm. 1945)
- 1908:
  - Hannes Alfvén, szwedzki fizyk, astrofizyk, laureat Nagrody Nobla (zm. 1995)
  - Mel Blanc, amerykański aktor (zm. 1989)
- 1909:
  - Stefan Chałubiński, polski nauczyciel, taternik, przewodnik tatrzański, instruktor narciarstwa, ratownik TOPR (zm. 2001)
  - Benny Goodman, amerykański klarnecista jazzowy (zm. 1986)
- 1910:
  - José de Jesús Garcia Ayala, meksykański duchowny katolicki, biskup Campeche (zm. 2014)
  - Tadeusz Hollender, polski satyryk, tłumacz (zm. 1943)
- 1911:
  - Sylwester Arnau y Pasqüet, hiszpański duchowny katolicki, męczennik, błogosławiony (zm. 1936)
  - Feliks Czaplicki, polski koszykarz, trener (zm. 1939)
  - Marcolino Gomes Candau, brazylijski lekarz epidemiolog (zm. 1983)
- 1912:
  - Julius Axelrod, amerykański farmakolog, biochemik, laureat Nagrody Nobla (zm. 2004)
  - Erich Bagge, niemiecki fizyk (zm. 1996)
  - Josef Burg, ukraiński pisarz (zm. 2009)
  - Hugh Griffith, brytyjski aktor (zm. 1980)
  - Lew Oszanin, rosyjski poeta (zm. 1996)
  - Julian Symons, brytyjski prozaik, poeta, biograf, krytyk literacki (zm. 1994)
- 1913:
  - Géza Kalocsay, węgierski piłkarz, trener (zm. 2008)
  - Monika Żeromska, polska malarka, pisarka, córka Stefana (zm. 2001)
- 1914:
  - Sergej Kraigher, słoweński i jugosłowiański polityk, prezydent Jugosławii (zm. 2001)
  - Jarosław Śmigielski, polski koszykarz (zm. 2002)
- 1915:
  - Maria Jaszczukowa, polska prawnik, polityk, poseł na Sejm PRL (zm. 2007)
  - Martin Manulis, amerykański producent filmowy (zm. 2007)
- 1916:
  - Jacques Georges, francuski działacz piłkarski, prezydent UEFA (zm. 2004)
  - Jan Hanč, czeski prozaik, poeta, tłumacz (zm. 1963)
  - Celina Klimczak, polska aktorka (zm. 1977)
  - Karen Lachmann, duńska florecistka (zm. 1962)
- 1917 – Karel Klančnik, jugosłowiański skoczek narciarski, trener (zm. 2009)
- 1918:
  - Beata Artemska, polska tancerka, śpiewaczka, aktorka, reżyserka, scenarzystka (zm. 1985)
  - Martin Lundström, szwedzki biegacz narciarski (zm. 2016)
- 1919:
  - René Barrientos Ortuño, boliwijski wojskowy, polityk, prezydent Boliwii (zm. 1969)
  - Alberto Larraguibel, chilijski kapitan, jeździec sportowy (zm. 1995)
  - Eric Lomax, brytyjski kapitan, jeniec wojenny, pisarz (zm. 2012)
- 1920:
  - Godfrey Binaisa, ugandyjski prawnik, polityk, prezydent Ugandy (zm. 2010)
  - Joe Kirkwood Jr., amerykański golfista, aktor pochodzenia australijskiego (zm. 2006)
  - George London, kanadyjski śpiewak operowy (bas-baryton) pochodzenia rosyjsko-żydowskiego (zm. 1985)
  - Franklin J. Schaffner, amerykański reżyser filmowy (zm. 1989)
- 1921:
  - Aleksandr Kiriłłow, radziecki pułkownik lotnictwa (zm. 2016)
  - Marian Matzenauer, polski dziennikarz sportowy (zm. 1982)
- 1922:
  - Gil Clancy, amerykański trener i menedżer bokserski (zm. 2011)
  - Józef Stompor, polski pisarz (zm. 1997)
- 1923:
  - Czesław Gała, polski malarz, rysownik, rzemieślnik artystyczny (zm. 1991)
  - László Jeney, węgierski piłkarz wodny, bramkarz (zm. 2006)
- 1924:
  - Armando Peraza, kubański perkusista (zm. 2014)
  - Antoni Przygoński, polski historyk (zm. 2014)
  - Kurt Rebmann, niemiecki prawnik, prokurator generalny (zm. 2005)
  - Norbert Schemansky, amerykański sztangista pochodzenia polskiego (zm. 2016)
- 1925 – Nenad Petrović, serbski pisarz (zm. 2014)
- 1926:
  - Nina Agapowa, rosyjska aktorka (zm. 2021)
  - Chuck Arnold, amerykański kierowca wyścigowy (zm. 1997)
  - Christine Jorgensen, Amerykanka pochodzenia duńskiego, pierwszy przypadek operacyjnej zmiany płci (zm. 1989)
  - Edward Tarała, polski generał dywizji (zm. 2018)
- 1927:
  - Abram Cytryn, polski prozaik, poeta pochodzenia żydowskiego (zm. 1944)
  - Jan Główczyk, polski ekonomista, dziennikarz, publicysta, polityk (zm. 2004)
  - Jerzy Stawicki, polski operator filmowy (zm. 2017)
  - Clint Walker, amerykański aktor (zm. 2018)
- 1928:
  - William Buckley, amerykański podpułkownik, agent wywiadu (zm. 1985)
  - Feliks Fornalczyk, polski eseista, krytyk literacki (zm. 1987)
  - James Lamy, amerykański bobsleista (zm. 1992)
  - Agnès Varda, francuska reżyserka filmowa, fotografka (zm. 2019)
- 1929:
  - Oskar Brüsewitz, niemiecki pastor ewangelicki (zm. 1976)
  - Ryszard Frelek, polski pisarz, publicysta, scenarzysta filmowy (zm. 2007)
  - Georges Gilson, francuski duchowny katolicki, biskup Le Mans, arcybiskup Sens, prałat terytorialny Mission de France (zm. 2024)
  - Bolesław Ocias, polski dyrygent, kompozytor, pedagog (zm. 2019)
  - Zbigniew Szpyt, polski trener siatkarski (zm. 2020)
- 1930:
  - Jiří Gajdoš, czeski inżynier, kierowca wyścigowy (zm. 1987)
  - Ralf Kirsten, niemiecki reżyser i scenarzysta filmowy (zm. 1998)
  - Stefan Lewandowski, polski lekkoatleta, średniodystansowiec, chirurg ortopeda (zm. 2007)
  - Zygmunt Łomny, polski pedagog, wykładowca akademicki (zm. 2024)
  - Rō Takenaka, japoński reporter, związkowiec, aktywista polityczny (zm. 1991)
- 1931:
  - Maria Jarosz, polska socjolog, wykładowca akademicki (zm. 2016)
  - Stanisław Makowski, polski filolog, wykładowca akademicki (zm. 2008)
  - Larry Silverstein, amerykański przedsiębiorca
  - Jan Strelau, polski psycholog, wykładowca akademicki (zm. 2020)
  - José Sulaimán, meksykański działacz sportowy, prezydent WBC (zm. 2014)
- 1932:
  - Tereliza Braun, polska historyk sztuki, działaczka społeczna (zm. 2023)
  - Ray Cooney, brytyjski dramatopisarz
  - Ivor Richard, brytyjski polityk, przewodniczący Izby Lordów (zm. 2018)
  - Katarzyna Welsyng, polska siatkarka, koszykarka (zm. 2016)
- 1933:
  - Sergio Citti(inne języki), włoski reżyser filmowy (zm. 2005)
  - Stefano Rodotà, włoski prawnik, polityk (zm. 2017)
- 1934:
  - Cezariusz Chrapkiewicz, polski aktor (zm. 2006)
  - Aleksiej Leonow, rosyjski generał-major pilot, kosmonauta (zm. 2019)
  - Alkietas Panagulias, grecki piłkarz, trener (zm. 2012)
- 1935:
  - Zygmunt Kaczmarczyk, polski łyżwiarz figurowy, kolarz szosowy i przełajowy (zm. 2018)
  - Maria Kornatowska, polska eseistka, krytyk filmowa (zm. 2011)
  - Helena Walicka, polska polityk, poseł na Sejm PRL (zm. 2022)
- 1936:
  - Leszek Bednarczuk, polski językoznawca, indoeuropeista i celtolog, wykładowca akademicki
  - Slawa Metreweli, gruziński piłkarz, trener (zm. 1998)
- 1937:
  - Aleksandr Diemjanienko, rosyjski aktor (zm. 1999)
  - Armando Valladares, kubański poeta, prozaik, działacz społeczny, więzień polityczny
  - Phillip Whitehead, brytyjski producent telewizyjny, polityk (zm. 2005)
- 1938:
  - Halina Krüger-Syrokomska, polska alpinistka, himalaistka (zm. 1982)
  - Antoni Smuszkiewicz, polski polonista, badacz i krytyk fantastyki naukowej (zm. 2021)
- 1939:
  - Józef Gębski, polski reżyser i scenarzysta filmowy
  - Władysław Kaim, polski bokser (zm. 2023)
  - Michael J. Pollard, amerykański aktor (zm. 2019)
  - Dieter Quester, austriacki kierowca wyścigowy
- 1940:
  - David Ackroyd, amerykański aktor
  - Koldo Gorostiaga Atxalandabaso, hiszpański i baskijski ekonomista, prawnik, polityk, eurodeputowany
  - Riitta Jouppila, fińska lekarka, polityk, eurodeputowana
  - Józef Raniowski, polski muzealnik, działacz ludowy (zm. 2015)
- 1941:
  - Roberto Calasso, włoski pisarz, eseista, wydawca (zm. 2021)
  - Luigi Conti, włoski duchowny katolicki, arcybiskup Fermo (zm. 2021)
  - Basile Mvé Engone, gaboński duchowny katolicki, arcybiskup Libreville
  - Richard Somerville, amerykański fizyk atmosfery
- 1942:
  - Antonín Bajaja, czeski pisarz, dziennikarz (zm. 2022)
  - Alwida Antonina Bajor, polska pisarka, dziennikarka, publicystka, tłumaczka (zm. 2024)
- 1943:
  - Simona Kossak, polska biolog, leśnik, popularyzatorka nauki (zm. 2007)
  - Anders Michanek, szwedzki żużlowiec
  - Francesco Rizzo, włoski piłkarz (zm. 2022)
- 1944:
  - Wojciech Krukowski, polski historyk sztuki, kurator wystaw (zm. 2014)
  - Peter Lipa, słowacki muzyk, wokalista i kompozytor jazzowy
- 1945:
  - Jerzy Matusiak, polski ekonomista, samorządowiec, burmistrz miasta i gminy Strzelin
  - Dariusz Pankowski, polski muzyk i wokalista rhythm and bluesowy i rockowy (zm. 2023)
- 1946:
  - Dragan Džajić, serbski piłkarz
  - Grażyna Jasińska-Wiśniarowska, polska montażystka filmowa (zm. 2013)
  - Kim Kyŏng Hŭi, północnokoreańska polityk (zm. 2014)
- 1947:
  - Orlan, francuska artystka współczesna
  - Yuriy Sarkisyan, uzbecki piłkarz, trener pochodzenia ormiańskiego
- 1948:
  - Alicja Majewska, polska piosenkarka
  - Johan De Muynck, belgijski kolarz szosowy
- 1949:
  - Hans Baumgartner, niemiecki lekkoatleta, skoczek w dal
  - P.J. Carlesimo, amerykański trener koszykarski
  - Andrzej Kamiński, polski dziennikarz, reportażysta
  - Jacek Zdrojewski, polski polityk, poseł na Sejm RP
- 1950:
  - Joshua Budziszewski Benor, polski malarz, rzeźbiarz, fotograf pochodzenia żydowskiego (zm. 2006)
  - Krzysztof Cugowski, polski wokalista, członek zespołu Budka Suflera
  - Bertrand Delanoë, francuski polityk, mer Paryża
  - James Green, amerykański duchowny katolicki, arcybiskup, nuncjusz apostolski
  - Andrzej Lewandowski, polski generał brygady
  - Zdzisław Naniewicz, polski matematyk, wykładowca akademicki (zm. 2012)
  - Peter van Roye, niemiecki wioślarz
  - Robert Tepper, amerykański piosenkarz, autor tekstów
  - Teresa Weyna, polska łyżwiarka figurowa
  - Sten Ziegler, duński piłkarz
- 1951:
  - Alain Anziani, francuski adwokat, polityk (zm. 2025)
  - Jerzy Budnik, polski polityk, poseł na Sejm RP
  - Zdravko Čolić, serbski piosenkarz, autor piosenek
  - Włodzimierz Kiernożycki, polski inżynier, wykładowca akademicki (zm. 2025)
  - Fernando Lugo, paragwajski były biskup katolicki, polityk, prezydent Paragwaju
  - Audun Ove Olsen, norweski żużlowiec
  - Joachim Rücker, niemiecki polityk, dyplomata
  - Jacek Santorski, polski psycholog, psychoterapeuta, wydawca, przedsiębiorca
  - Søren Spanning, duński aktor (zm. 2020)
  - Stephen Tobolowsky, amerykański aktor pochodzenia polskiego
  - Antoni Zdebiak, polski artysta, fotograf, fotoreporter, grafik, operator filmowy (zm. 1991)
- 1952:
  - Ángel Fernández Collado, hiszpański duchowny katolicki, biskup Albacete
  - Zoltán Kocsis, węgierski pianista, kompozytor, dyrygent (zm. 2016)
  - Alojzy Świderek, polski trener siatkówki
- 1953:
  - Jim Hunter, kanadyjski narciarz alpejski
  - Colm Meaney, irlandzki aktor
  - Philippe Muyl, francuski reżyser, scenarzysta i producent filmowy
- 1954 – Stephen Jensen, kanadyjski duchowny katolicki, biskup Prince George
- 1955:
  - Dietmar Constantini, austriacki piłkarz, trener (zm. 2024)
  - Sven Dahlkvist, szwedzki piłkarz, trener
  - Topper Headon, brytyjski perkusista, członek zespołu The Clash
  - Jerzy Maculewicz, polski duchowny katolicki, biskup, administrator apostolski Uzbekistanu
  - Alicja Przyłuska-Fiszer, polska filozof, wykładowczyni akademicka
  - Colm Tóibín, irlandzki prozaik, eseista
- 1956:
  - Jacek Czaputowicz, polski politolog, urzędnik państwowy, polityk, minister spraw zagranicznych
  - Robert Newmyer, amerykański producent filmowy (zm. 2005)
  - Ekaterini Sakielaropulu, grecka prawnik, polityk, prezydent Grecji
  - David Sassoli, włoski dziennikarz, prezenter telewizyjny, polityk, eurodeputowany, przewodniczący Parlamentu Europejskiego (zm. 2022)
  - Allen Timpany, brytyjski przedsiębiorca, kierowca wyścigowy
- 1957:
  - Oksana Biłozir, ukraińska wokalistka, dyplomatka, polityk
  - Hieronim Grala, polski historyk, dyplomata
- 1958:
  - Milada Blažková, czeska hokeistka na trawie
  - Marie Fredriksson, szwedzka wokalistka, kompozytorka, członkini duetu Roxette (zm. 2019)
  - Gregory Homeming, australijski duchowny katolicki, biskup Lismore
  - Michael Lopez-Alegria, amerykański komandor, astronauta pochodzenia hiszpańskiego
  - Jelena Majorowa, rosyjska aktorka (zm. 1997)
  - Ted McGinley, amerykański aktor
- 1959:
  - Phil Brown, angielski piłkarz, trener
  - Randy Ferbey, kanadyjski curler
  - Blaž Slišković, bośniacki piłkarz, trener
  - Waldemar Węgrzyn, polski grafik, malarz
  - Daniela Zini, włoska narciarka alpejska
- 1960:
  - Eugène Ekéké, kameruński piłkarz
  - Neri Menor Vargas, peruwiański duchowny katolicki, biskup Huánuco
  - Barbara Zdrojewska, polska kulturoznawczyni, działaczka samorządowa, polityk, przewodnicząca Rady Miasta Wrocławia i sejmiku dolnośląskiego, senator RP
- 1961:
  - Gianrico Carofiglio, włoski prokurator, polityk, pisarz
  - Harry Enfield, brytyjski komik, pisarz, reżyser filmowy
  - Dariusz Jabłoński, polski reżyser, scenarzysta i producent filmowy
  - Jan Matouš, czeski biathlonista
- 1962:
  - Zbigniew Chojnowski, polski poeta, historyk i krytyk literacki
  - Kevin Eastman, amerykański rysownik i scenarzysta komiksowy
  - Jan Gunnarsson, szwedzki tenisista
- 1963:
  - José Carlos Brandão Cabral, brazylijski duchowny katolicki, biskup Almenary
  - Michel Langevin, kanadyjski perkusista, członek zespłu Voivod
  - Germán Palacios, argentyński aktor
  - Tito Paris, kabowerdyjski muzyk, wokalista
- 1964:
  - Iwajło Kałfin, bułgarski ekonomista, polityk
  - Sławomir Majusiak, polski lekkoatleta, długodystansowiec, przedsiębiorca (zm. 2021)
  - Tom Morello, amerykański gitarzysta, członek zespołów Rage Against the Machine i Audioslave
  - Mark Sheppard, brytyjski aktor, muzyk
  - Elżbieta Wąsik, polska scenarzystka, graficzka, reżyserka filmów animowanych
- 1965:
  - Troy Coker, australijski rugbysta
  - Billy Donovan, amerykański koszykarz, trener
  - Leszek Gęsiak, polski duchowny katolicki, jezuita, rzecznik KEP
- 1966:
  - Thomas Häßler, niemiecki piłkarz
  - Kajetana Snopek, polska elektronik
  - Adam Zdunikowski, polski śpiewak operowy (tenor)
- 1967:
  - Ali Adler, amerykańska scenarzystka i producentka telewizyjna
  - Sandra Álvarez, ekwadorska aktywistka i polityczka
  - Rechelle Hawkes, australijska hokeistka na trawie
  - Robert Laska, polski fotograf portretowy
  - Robert Wabich, polski aktor
  - Steven Wilson, brytyjski gitarzysta, członek zespołu Cut
- 1968:
  - Renee Griffin, amerykańska aktorka
  - Pablo Lara, kubański sztangista
  - Tomasz Markowski, polski polityk, poseł na Sejm RP
  - Wasil Sicharulidze, gruziński polityk, dyplomata
- 1969:
  - Andrzej Dawidziuk, polski trener piłkarski
  - Gert Handberg, duński żużlowiec
  - Wojciech Majchrzak, polski aktor
- 1970:
  - Oskar Baksalary, polski fizyk, wykładowca akademicki
  - Gabriele Fersini, włoski gitarzysta
  - Sylvain Gagnon, kanadyjski łyżwiarz szybki, specjalista short tracku
  - Eryk Łon, polski ekonomista, wykładowca akademicki
  - Guy-Roger Nzeng, gaboński piłkarz
  - Nikołaj Peszałow, bułgarski i chorwacki sztangista
- 1971:
  - Patrick Dahlheimer, amerykański basista, członek zespołu LIVE
  - Anja Haas, austriacka narciarka alpejska
  - Michał Jelonek, polski muzyk, kompozytor, członek zespołów Hunter i Orkiestra Dni Naszych
  - Idina Menzel, amerykańska aktorka, piosenkarka, autorka tekstów
  - Sammie Okposo, nigeryjski piosenkarz, producent muzyczny (zm. 2022)
  - Ireneusz (Tafunea), rosyjski biskup prawosławny pochodzenia mołdawskiego
- 1972:
  - Mike Amigorena, argentyński aktor
  - Siarhiej Bykouski, białoruski bokser
  - Renita Farrell, australijska hokeistka na trawie
  - Ronnie Gustave, dominicki piłkarz, trener
  - Arkadiusz Lipnicki, polski artysta kabaretowy
  - Manny Ramírez, dominikański baseballista
  - Joachim Rønning, norweski reżyser filmowy
- 1973:
  - Marián Čambál, słowacki kulturysta, fotomodel
  - Ilona Felicjańska, polska modelka, bizneswoman, pisarka
  - David Fernández Borbalán, hiszpański sędzia piłkarski
- 1974:
  - Rafał Adamczyk, polski samorządowiec, polityk, poseł na Sejm RP
  - Fabricio Alvarado, kostarykański piosenkarz, polityk
  - Massimo Bertolini włoski tenisista
  - Big L, amerykański raper, autor tekstów (zm. 1999)
  - Vigor Bovolenta, włoski siatkarz (zm. 2012)
  - Kostas Chalkias, grecki piłkarz, bramkarz
  - Marco Jakobs, niemiecki bobsleista
  - Sami Mekni, tunezyjski judoka
  - Andry Rajoelina, malgaski polityk, burmistrz Antananarywy, prezydent Madagaskaru
  - Shin Ha-kyun, południowokoreański aktor
- 1975:
  - Erol Alkan, brytyjski didżej, producent muzyczny pochodzenia tureckiego
  - Cee Lo Green, amerykański wokalista, raper, producent muzyczny, autor tekstów
  - Andy Farrell(inne języki), brytyjski rugbysta, trener
  - Harmen Jonkman, holenderski szachista
  - Marissa Mayer, amerykańska inżynier, bizneswomen
- 1976:
  - Omri Katz, amerykański aktor pochodzenia żydowskiego
  - Radoslav Nesterović, słoweński koszykarz
  - Magnus Norman, szwedzki tenisista
- 1977:
  - Akwá, angolski piłkarz
  - Joseph Musonda, zambijski piłkarz
  - Łukasz Pietsch, polski artysta kabaretowy
  - Marco da Silva, portugalski tancerz, choreograf, piosenkarz
- 1978:
  - Marcin Bors, polski multiinstrumentalista, producent muzyczny
  - Natalla Hielach, białoruska wioślarka
  - Nicolás Olivera, urugwajski piłkarz
  - Ewa Szymanowska, polska polityk, poseł na Sejm RP
- 1979:
  - Fabian Ernst, niemiecki piłkarz
  - Mohammad Hardi Jaafar, malezyjski piłkarz
  - Andrij Kucenko, ukraiński piłkarz (zm. 2007)
  - Rie Kugimiya, japońska aktorka, piosenkarka
  - Ołeh Maszkin, ukraiński bokser
  - Jenny Mollen, amerykańska aktorka
  - Carlos Rivera, panamski piłkarz
  - Ilmārs Starostīts, łotewski szachista
  - Żółf, polski raper, producent muzyczny
- 1980:
  - Erik Fankhouser, amerykański kulturysta
  - Steven Gerrard, angielski piłkarz, trener
  - Jana Krivec, słoweńska szachistka
  - Mathis Landwehr, niemiecki aktor, producent filmowy i telewizyjny
  - Erin Pac, amerykańska bobsleistka
  - Joachim Standfest, austriacki piłkarz
  - Sylwester (Stojczew), ukraiński biskup prawosławny
- 1981:
  - Devendra Banhart, amerykański wokalista, gitarzysta
  - Gianmaria Bruni, włoski kierowca wyścigowy
  - Ahmad Elrich, australijski piłkarz pochodzenia libańskiego
  - Mika Karttunen, fiński szachista
  - Lars Møller Madsen, duński piłkarz ręczny
  - Gregory Michael, amerykański aktor
  - Tomáš Pešír, czeski piłkarz
  - Georgina Pinedo, argentyńska siatkarka
- 1982:
  - Alina Alló, argentyńska lekkoatletka, tyczkarka
  - Miłosz Bernatajtys, polski wioślarz
  - Eddie Griffin, amerykański koszykarz (zm. 2007)
  - Mariola Konowalska, polska lekkoatletka, biegaczka długodystansowa
  - Siergiej Końkow, rosyjski hokeista
  - Saulius Kuzminskas, litewski koszykarz
  - Daniel Silva dos Santos, brazylijski piłkarz (zm. 2019)
- 1983:
  - Mustapha Allaoui, marokański piłkarz
  - Gilbert Banda, zimbabwejski piłkarz
  - Frantz Bertin, haitański piłkarz
  - Laura Del Colle, argentyńska hokeistka na trawie
  - Coone, belgijski didżej, producent muzyczny, kompozytor
  - Jennifer Ellison, brytyjska aktorka, modelka, piosenkarka
  - Ignacio Ithurralde, urugwajski piłkarz, trener
  - Bart Palaszewski, amerykański zawodnik MMA pochodzenia polskiego
  - Fahri Tatan, turecki piłkarz
- 1984:
  - Szalwa Gadabadze, azerski zapaśnik pochodzenia gruzińskiego
  - Islom Inomov, uzbecki piłkarz
  - Marcin Mycielski, polski dziennikarz, publicysta, działacz społeczny
  - Danuta Plewnia, polska lekkoatletka, oszczepniczka
  - Kostja Ullmann, niemiecki aktor
  - Mart Võrklaev, estoński samorządowiec, polityk
- 1985:
  - Nikita Kriukow, rosyjski biegacz narciarski
  - Igor Kurnosow, rosyjski szachista (zm. 2013)
  - Igor Lewczuk, polski piłkarz
  - Krisztián Vadócz, węgierski piłkarz
  - Tony Watson, amerykański baseballista
- 1986:
  - Claudia Beni, chorwacka piosenkarka
  - Nikołaj Bodurow, bułgarski piłkarz
  - Pasha Parfeny, mołdawski piosenkarz, kompozytor
- 1987:
  - Djalma Campos, angolski piłkarz
  - Aleksandra Crnčević, serbska siatkarka
  - Lucas Makowsky, kanadyjski łyżwiarz szybki pochodzenia ukraińskiego
  - Els Vandesteene, belgijska siatkarka
- 1988:
  - Stephanie Beckert, niemiecka łyżwiarka szybka
  - Sylvie Datty, środkowoafrykańska zapaśniczka
  - Kelvin Etuhu, nigeryjski piłkarz
  - Krzysztof Gosiewski, polski lekkoatleta, długodystansowiec
  - Walancina Niesciaruk, białoruska piłkarka ręczna
  - Amanda Nunes, brazylijska zawodniczka MMA
  - No Way Jose, dominikański wrestler
- 1989:
  - Ailee, koreańsko-amerykańska piosenkarka, autorka tekstów
  - Thomas Amrhein, szwajcarski bobsleista
  - Łesia Curenko ukraińska tenisistka
  - Alexandra Dulgheru, rumuńska tenisistka
  - Jules Goda, kameruński piłkarz, bramkarz
  - Goh Liu Ying, malezyjska badmintonistka
  - Hyomin, południowokoreańska piosenkarka
  - Gijs Jorna, holenderski siatkarz
  - Libor Kozák, czeski piłkarz
  - Malwina Leśkiewicz, polska piłkarka ręczna
  - Sara Müldner, polska aktorka
  - Mikel San José, hiszpański piłkarz
  - Michele Santucci, włoski pływak
- 1990:
  - Eszter Dara, węgierska pływaczka
  - Han Xinyun, chińska tenisistka
  - Andriej Łoktionow, rosyjski hokeista
  - Alona Tamkowa, rosyjska lekkoatletka, sprinterka
  - Zack Wheeler, amerykański baseballista
- 1991:
  - Camila Jersonsky, argentyńska siatkarka
  - Johan Martial, francuski piłkarz pochodzenia gwadelupskiego
  - Valentín Pimentel, panamski piłkarz
  - Daria Przybyła, polska siatkarka
  - Tolga Sarıtaş, turecki aktor
  - Dante Stipica, chorwacki piłkarz, bramkarz
- 1992:
  - Harrison Barnes, amerykański koszykarz
  - Oksana Kiselyova, azerska siatkarka
  - Jeremy Lamb, amerykański koszykarz
  - Julia Rządzińska, polska lekkoatletka, płotkarka
  - Adrian Żuchewicz(inne języki), polski aktor
- 1993:
  - Yannick Bastos, luksemburski piłkarz
  - Maksym Dehtiariow, ukraiński piłkarz
  - Sean McDermott, irlandzkiego piłkarz, bramkarz pochodzenia norweskiego
  - Naohisa Takatō, japoński judoka
- 1994:
  - Wasilios Barkas, grecki piłkarz, bramkarz
  - Kiriłł Gołosnicki, rosyjski rugbysta
  - Jake Hughes, brytyjski kierowca wyścigowy
  - Xhuliano Kamberaj, albański kolarz szosowy
  - Ivars Punnenovs, łotewski hokeista, bramkarz
  - Laurence St-Germain, kanadyjska narciarka alpejska
- 1995:
  - Madisyn Cox, amerykańska pływaczka
  - Baha’ Faisal, jordański piłkarz
  - Oh Hye-soo, południowokoreańska aktorka
- 1996:
  - Cristian Garín, chilijski tenisista
  - Aleksandr Gołowin, rosyjski piłkarz
  - Beatriz Haddad Maia, brazylijska tenisistka
  - Myisha Hines-Allen, amerykańska koszykarka
  - Noor Vidts, belgijska lekkoatletka, wieloboistka
- 1997:
  - Jake Short, amerykański aktor
  - Jacek Ziemnicki, polski siatkarz
- 1998:
  - Simone Muratore, włoski piłkarz
  - Willy Tarbei, kenijski lekkoatleta, średniodystansowiec
- 1999:
  - Saparmyrat Atabaýew, turkmeński szachista
  - Eddie Nketiah, angielski piłkarz pochodzenia ghańskiego
  - Zhou Guanyu, chiński kierowca wyścigowy
- 2000:
  - Ben Cabango, walijski piłkarz pochodzenia angolskiego
  - Jewgienija Łopariowa, francuska łyżwiarka figurowa pochodzenia rosyjskiego
  - Glenda Morejón, ekwadorska lekkoatletka, chodziarka
  - Sheynnis Palacios, nikaraguańska modelka, zwyciężczyni konkursów piękności
  - Amadou Sabo, nigerski piłkarz
  - Karolina Stanisławczyk, polska piosenkarka, kompozytorka
  - Kacper Śpiewak, polski piłkarz
  - Fábio Vieira, portugalski piłkarz
- 2001:
  - Martina Cariddi, hiszpańska aktorka
  - Raúl Castillo, meksykański piłkarz
  - Anna Łyko, polska lekkoatletka, tyczkarka
  - Anton Matusevich, brytyjski tenisista pochodzenia rosyjskiego
  - Dominik Peter, szwajcarski skoczek narciarski
  - Arnau Tenas, hiszpański piłkarz, bramkarz
  - Patrick Wimmer, austriacki piłkarz
- 2002:
  - Bartosz Gomułka, polski siatkarz
  - Natty, tajska piosenkarka
  - Enzo Paleni, francuski kolarz szosowy
- 2003:
  - Shaedon Sharpe, kanadyjski koszykarz
  - Jelizawieta Szanajewa, rosyjska łyżwiarka figurowa
- 2005:
  - Taras Mychawko, urugwajski piłkarz
  - Juan Rodríguez, urugwajski piłkarz
  - Shi Han, chińska tenisistka
- 2007 – Charalambos Kostulas, grecki piłkarz

## Zmarli
- 727 – Hubert z Liège, misjonarz, biskup Liège, święty (ur. 655)
- 1037 – Baldwin IV Brodaty, hrabia Flandrii (ur. 980)
- 1159 – Władysław II Wygnaniec, książę Polski (ur. 1105)
- 1210 – Roffredo dell’Isola, włoski benedyktyn, kardynał (ur. ?)
- 1211 – Gregorio Carelli, włoski kardynał (ur. ?)
- 1252 – Ferdynand III Święty, król Kastylii i Leónu (ur. 1199)
- 1268 – Tomasz I, polski duchowny katolicki, biskup wrocławski (ur. ?)
- 1348 – Galhard de Carceribus, francuski duchowny katolicki, arcybiskup Brindisi, dyplomata (ur. ?)
- 1385 – Pierre de Monteruc, francuski kardynał (ur. ?)
- 1416 – Hieronim z Pragi, czeski teolog, zwolennik husytyzmu i wiklefizmu, bohater wiary Kościołów protestanckich (ur. ok. 1378)
- 1431 – Joanna d’Arc, francuska patriotka, bohaterka narodowa, święta (ur. 1410 lub 12)
- 1434: 
  - Prokop Mały, czeski kaznodzieja, przywódca sierotek (ur. ?)
  - Prokop Wielki, czeski kaznodzieja, przywódca taborytów (ur. ok. 1380)
- 1548 – Juan Diego, aztecki wizjoner, święty (ur. ok. 1474)
- 1574 – Karol IX Walezjusz, król Francji (ur. 1550)
- 1582 – Łukasz Kirby, angielski duchowny katolicki, męczennik, święty (ur. 1549)
- 1593 – Christopher Marlowe, angielski dramatopisarz (ur. 1564)
- 1594 – Bálint Balassi, węgierski poeta (ur. 1554)
- 1624 – Mikołaj Daniłowicz, polski szlachcic, wojskowy, polityk (ur. ok. 1558)
- 1640:
  - André Duchesne, francuski geograf, historyk (ur. 1584)
  - Peter Paul Rubens, flamandzki malarz (ur. 1577)
- 1662 – Stanisław Sierakowski, polski benedyktyn, sekretarz królewski, opat komendatoryjny klasztoru na Świętym Krzyżu (ur. ?)
- 1675 – José Antolinez, hiszpański malarz (ur. 1635)
- 1695 – Pierre Mignard, francuski malarz (ur. 1612)
- 1712 – Andrea Lanzani(inne języki), włoski malarz (ur. ok. 1645)
- 1723 – Florian Białkowski, polski duchowny katolicki, teolog (ur. 1677)
- 1737 – Jean-Claude Gillier, francuski kompozytor (ur. 1687)
- 1744 – Alexander Pope, brytyjski poeta, tłumacz (ur. 1688)
- 1745 – Johann Adam Kulmus, niemiecki lekarz, anatom, przyrodnik (ur. 1689)
- 1756:
  - Chrystian Ludwik II, książę Meklemburgii (ur. 1683)
  - Gottfried Heinrich Krohne, niemiecki architekt (ur. 1703)
- 1760 – Joanna Elżbieta, księżniczka Holstein-Gottorp, księżna Anhalt-Zerbst (ur. 1712)
- 1770 – François Boucher, francuski malarz, grafik, dekorator (ur. 1703)
- 1778 – Voltaire, francuski filozof, pisarz (ur. 1694)
- 1804 – Ralph Izard, amerykański polityk (ur. 1741 lub 42)
- 1808 – Ludwik Karol Orleański, francuski hrabia (ur. 1779)
- 1817:
  - Tristram Dalton, amerykański kupiec, prawnik, polityk (ur. 1738)
  - Joseph Kögler, niemiecki duchowny katolicki, historyk (ur. 1765)
- 1829 – Franciszek Sapieha, polski generał, polityk (ur. 1772)
- 1842 – Hans von Held, niemiecki funkcjonariusz celny i starszy poborca akcyzy, publicysta, poeta (ur. 1764)
- 1854 – Peregrine Maitland, brytyjski wojskowy, polityk, administrator kolonialny (ur. 1777)
- 1861 – Michaił Gorczakow, rosyjski generał, namiestnik Królestwa Polskiego (ur. 1793)
- 1864 – Johann Georg Bodmer(inne języki), szwajcarski mechanik, wynalazca (ur. 1786)
- 1867:
  - Ramón Castilla, peruwiański generał, polityk, prezydent Peru (ur. 1797)
  - Adolf Pieńkowski, polski nauczyciel, uczestnik powstania styczniowego, emigrant (ur. 1835)
- 1868 – Michał Mioduszewski, polski duchowny katolicki, kompozytor, zbieracz pieśni religijnych (ur. 1787)
- 1875 – Adrian Włodarski, polski duchowny katolicki, biskup pomocniczy wrocławski (ur. 1807)
- 1878 – William More Gabb, amerykański paleontolog (ur. 1839)
- 1883 – Antoni Edward Fraenkel, polski kupiec, bankier pochodzenia żydowskiego (ur. 1809)
- 1889 – Edward James Gay, amerykański polityk (ur. 1816)
- 1890 – Julius Dinder, niemiecki duchowny katolicki, arcybiskup metropolita gnieźnieński i poznański, prymas Polski (ur. 1830)
- 1895 – Józef Marello, włoski duchowny katolicki, biskup, święty (ur. 1844)
- 1896 – Adolf Goldfeder, polski bankier pochodzenia żydowskiego (ur. 1836)
- 1897 – Maria Celina od Ofiarowania Najświętszej Maryi Panny, francuska klaryska, błogosławiona (ur. 1878)
- 1901 – Victor D’Hondt, belgijski prawnik, matematyk (ur. 1841)
- 1904:
  - Fryderyk Wilhelm, wielki książę Meklemburgii-Strelitz (ur. 1819)
  - Marta Wiecka, polska zakonnica, błogosławiona (ur. 1874)
- 1905:
  - Charles Cordier, francuski rzeźbiarz (ur. 1827)
  - Charles Alexandre Crauk, francuski malarz (ur. 1819)
- 1906 – William Hurlstone, brytyjski kompozytor, pianista (ur. 1876)
- 1907 – Ottomar Anschütz, niemiecki fotograf, wynalazca (ur. 1846)
- 1912 – Wilbur Wright, amerykański konstruktor samolotów, pilot (ur. 1867)
- 1915 – Stanisław Ostaszewski, polski przemysłowiec, wynalazca, hodowca (ur. 1862)
- 1916:
  - Adolph Frank, niemiecki chemik (ur. 1834)
  - John Mosby, amerykański pułkownik konfederacki (ur. 1833)
- 1917 – Johann Hunsdorfer (senior), spiskoniemiecki przewodnik tatrzański (ur. 1850)
- 1918:
  - Gieorgij Plechanow, rosyjski rewolucjonista, teoretyk marksizmu (ur. 1856)
  - Frederick Trump, amerykański przedsiębiorca pochodzenia niemieckiego (ur. 1869)
- 1919 – Grigorij Najdienkow, rosyjski działacz komunistyczny (ur. 1889)
- 1920:
  - Zygmunt Kramsztyk, polski okulista, publicysta, redaktor, badacz literatury pochodzenia żydowskiego (ur. 1849)
  - Tadeusz Majewski, polski generał brygady, lekarz (ur. 1863)
  - Stefan Paprikow, bułgarski generał, polityk (ur. 1858)
- 1925 – Antoni Brynk, polski generał-lejtnant w służbie rosyjskiej (ur. 1850)
- 1926:
  - Michał Gorstkin-Wywiórski, polski malarz (ur. 1861)
  - Władimir Stiekłow, rosyjski matematyk, wykładowca akademicki (ur. 1864)
- 1927:
  - Vincenzo Cerulli, włoski astronom (ur. 1859)
  - Władysław Szczepański, polski duchowny katolicki, biblista, orientalista, archeolog, wykładowca akademicki (ur. 1877)
- 1928:
  - Liudas Noreika, litewski prawnik, pedagog, działacz społeczny, polityk (ur. 1884)
  - Henry Pelham-Clinton, brytyjski arystokrata, polityk (ur. 1864)
- 1933:
  - Siemion Gerszgorin, radziecki matematyk (ur. 1901)
  - Ambroży (Kurganow), rosyjski duchowny prawosławny, schiarchimandryta (ur. 1894)
- 1934 – Heihachirō Tōgō, japoński markiz, admirał (ur. 1848)
- 1935 – Clay Weatherly, amerykański kierowca wyścigowy (ur. 1910)
- 1936 – Henryk Zemanek, polski generał dywizji (ur. 1872)
- 1937 – Adam Wardyński, polski lekarz, działacz społeczny (ur. 1866)
- 1938:
  - Frank Bayliss, brytyjski rugbysta (ur. 1876)
  - Miguel Fleta, hiszpański śpiewak operowy (tenor) (ur. 1897)
- 1940:
  - Ronald Cartland, brytyjski wojskowy, polityk (ur. 1907)
  - Otto Neururer, austriacki duchowny katolicki, męczennik, błogosławiony (ur. 1882)
- 1941 – Prajadhipok, król Tajlandii (ur. 1893)
- 1942:
  - Georg von Günther, niemiecki polityk (ur. 1858)
  - Józef Mierzyński, polski sierżant (ur. 1906)
  - Franciszek Miśka, polski salezjanin, męczennik, błogosławiony (ur. 1898)
  - Boris Safonow, radziecki pilot wojskowy, as myśliwski (ur. 1915)
  - Frederick Spackman, angielski piłkarz (ur. 1878)
  - Carl Thaulow, norweski żeglarz sportowy (ur. 1875)
- 1943 – Bolesław Miciński, polski filozof, pisarz, krytyk literacki, historyk sztuki (ur. 1911)
- 1944 – William Sorelle, kanadyjsko-amerykański reżyser filmowy (ur. 1877)
- 1945:
  - Franciszek Karewicz, polski duchowny katolicki, biskup żmudzki (ur. 1861)
  - August Lösch, niemiecki ekonomista, teoretyk kultury (ur. 1906)
- 1946:
  - Zygmunt Cybichowski, polski polityk faszystowski, antysemita, kolaborant, prawnik, wykładowca akademicki, sędzia Stałego Trybunału Arbitrażowego w Hadze (ur. 1879)
  - Louis Slotin, kanadyjski fizyk, chemik (ur. 1910)
- 1947:
  - Shorty Cantlon, amerykański kierowca wyścigowy (ur. 1904)
  - Mieczysław Ettinger, polski adwokat pochodzenia żydowskiego (ur. 1886)
  - Charles Atwood Kofoid, amerykański zoolog, protistolog (ur. 1865)
  - Georg von Trapp, austriacki arystokrata, oficer austro-węgierskiej marynarki wojennej (ur. 1880)
- 1949:
  - Thomas Stamford, brytyjski polityk (ur. 1882)
  - Emmanuel Suhard, francuski duchowny katolicki, arcybiskup Reims i Paryża, kardynał (ur. 1874)
- 1950:
  - Daniił Barczenkow, radziecki pilot wojskowy, as myśliwski (ur. 1917)
  - William Townley, angielski piłkarz, trener (ur. 1866)
- 1951 – Hermann Broch, austriacki pisarz (ur. 1886)
- 1952:
  - Andrej Kavuljak, słowacki inżynier leśnik, historyk (ur. 1885)
  - Zdzisław Poradzki, polski major, żołnierz AK, uczestnik powstania warszawskiego (ur. 1921)
- 1953 – Aleksandr Wasiljew, rosyjski historyk, mediewista, bizantynolog (ur. 1867)
- 1954:
  - Joe Blewitt, brytyjski lekkoatleta, długodystansowiec (ur. 1895)
  - Stanisław Jurkiewicz, polski prawnik, polityk, minister pracy i opieki społecznej (ur. 1884)
  - Clarence P. Oberndorf, amerykański psychiatra, psychoanalityk (ur. 1882)
- 1955:
  - Manuel de Jesús Troncoso de la Concha, dominikański prawnik, adwokat, wykładowca akademicki, pisarz, polityk, wiceprezydent i prezydent Dominikany (ur. 1878)
  - Bill Vukovich, amerykański kierowca wyścigowy pochodzenia serbskiego (ur. 1918)
- 1956 – Aleksander Willner, polski polityk, prezydent Sosnowca i Katowic (ur. 1895)
- 1957:
  - Piero Carini, włoski kierowca wyścigowy (ur. 1921)
  - Bolesław Cybis, polski malarz, rzeźbiarz (ur. 1895)
- 1958 – Pat O’Connor, amerykański kierowca wyścigowy (ur. 1928)
- 1960:
  - Max Alfthan, fiński żeglarz sportowy (ur. 1892)
  - Boris Pasternak, rosyjski prozaik, poeta pochodzenia żydowskiego, laureat Nagrody Nobla (ur. 1890)
- 1961:
  - Joseph Pearman, amerykański lekkoatleta, chodziarz (ur. 1892)
  - Rafael Trujillo, dominikański generał, polityk, prezydent Dominikany (ur. 1891)
- 1964:
  - Eddie Sachs, amerykański kierowca wyścigowy (ur. 1927)
  - Edith Schmettan-Demel, niemiecka pisarka (ur. 1890)
  - Leó Szilárd, węgierski fizyk, biolog molekularny (ur. 1898)
- 1965 – Louis Trolle Hjelmslev, duński językoznawca (ur. 1899)
- 1966 – Wäinö Aaltonen, fiński rzeźbiarz (ur. 1894)
- 1967 – Claude Rains, brytyjski aktor (ur. 1889)
- 1969 – Juraj Slávik, czechosłowacki polityk, dyplomata, działacz emigracyjny (ur. 1890)
- 1970:
  - Stanisław Bac, polski agrometeorolog, meliorant, wykładowca akademicki (ur. 1887)
  - Ian Clough, brytyjski alpinista, himalaista (ur. 1937)
  - Krzysztof Jeżowski, polski ekonomista, wykładowca akademicki (ur. 1917)
  - Haakon Sörvik, szwedzki gimnastyk (ur. 1886)
- 1971:
  - Marcel Dupré, francuski organista, pianista, kompozytor, pedagog (ur. 1886)
  - Casimiro Morcillo González, hiszpański duchowny katolicki, biskup Bilbao, arcybiskup Saragossy i Madrytu (ur. 1904)
- 1972:
  - Watchman Nee, chiński kaznodzieja chrześcijański (ur. 1903)
  - Michał Kryspin Pawlikowski, polski pisarz, felietonista (ur. 1893)
- 1975:
  - Steve Prefontaine, amerykański lekkoatleta, długodystansowiec (ur. 1951)
  - Michel Simon, szwajcarski aktor (ur. 1895)
  - Karol Żelazny, polski piłkarz, trener (ur. 1906)
- 1976 – Mitsuo Fuchida, japoński pilot, komandor (ur. 1902)
- 1977:
  - Alipiusz (Chotowicki), rosyjski biskup prawosławny (ur. 1901)
  - Paul Desmond, amerykański saksofonista jazzowy (ur. 1924)
  - Alfred Grenda, australijski kolarz torowy (ur. 1889)
  - Grigorij Kwasow, radziecki polityk (ur. 1905)
- 1978 – Gotthard Handrick, niemiecki pięcioboista nowoczesny (ur. 1908)
- 1981:
  - Sven Andersson, szwedzki piłkarz, trener (ur. 1907)
  - Ziaur Rahman, banglijski wojskowy, polityk, prezydent Bangladeszu (ur. 1936)
- 1983:
  - Burnett Guffey, amerykański operator filmowy (ur. 1905)
  - Grant Suiter, amerykański działacz religijny, członek Ciała Kierowniczego Świadków Jehowy (ur. 1908)
- 1984 – Tex Gibbons, amerykański koszykarz (ur. 1907)
- 1985 – Witold Lipski, polski informatyk (ur. 1949)
- 1986:
  - Perry Ellis, amerykański projektant mody (ur. 1940)
  - Hank Mobley, amerykański saksofonista i kompozytor jazzowy (ur. 1930)
- 1987:
  - Edward Borowski, polski dyplomata, genealog (ur. 1909)
  - Honorino Landa, chilijski piłkarz, trener (ur. 1942)
- 1988 – Ella Raines, amerykańska aktorka (ur. 1920)
- 1990 – Michaił Konstantinow, radziecki generał pułkownik (ur. 1900)
- 1991 – Eugene Oberst, amerykański lekkoatleta, oszczepnik (ur. 1901)
- 1992:
  - Karl Carstens, niemiecki prawnik, politolog, polityk, prezydent Niemiec (ur. 1914)
  - James Lamy, amerykański bobsleista (ur. 1928)
  - Antoni Zygmund, amerykański matematyk pochodzenia polskiego (ur. 1900)
- 1993:
  - Lien Gisolf, holenderska lekkoatletka, skoczkini wzwyż (ur. 1910)
  - Sun Ra, amerykański pianista, kompozytor jazzowy, poeta, filozof (ur. 1914)
- 1994:
  - Agostino Di Bartolomei, włoski piłkarz (ur. 1955)
  - Juan Carlos Onetti, urugwajski pisarz (ur. 1909)
  - Nina Popowa, radziecka polityk (ur. 1908)
  - Michaił Ziw, rosyjski kompozytor muzyki filmowej (ur. 1921)
- 1995:
  - Ted Drake, angielski piłkarz, trener (ur. 1912)
  - Małgorzata Hillar, polska poetka (ur. 1926)
- 1996:
  - Léon-Étienne Duval, francuski duchowny katolicki, arcybiskup Algieru, kardynał (ur. 1903)
  - Ryszard Lewański, polski polonista, językoznawca, bibliotekoznawca, historyk (ur. 1918)
- 1998:
  - Zbigniew Bielski, polski aktor (ur. 1946)
  - Andrzej Kozioł Lechowski, polski historyk regionalista, bibliotekarz (ur. 1930)
- 2000:
  - Tex Beneke, amerykański saksofonista, piosenkarz (ur. 1914)
  - Bill Thomas, amerykański kostiumograf (ur. 1921)
- 2002 – Walter Laird, brytyjski tancerz (ur. 1920)
- 2003 – Kazimierz Ciepiela, polski pułkownik pilot (ur. 1923)
- 2004:
  - Rafał Kurmański, polski żużlowiec (ur. 1982)
  - Kławdija Toczonowa, rosyjska lekkoatletka, kulomiotka (ur. 1921)
- 2005 – Tomasz Pacyński, polski pisarz science fiction i fantasy (ur. 1958)
- 2006:
  - Boštjan Hladnik, słoweński reżyser filmowy (ur. 1929)
  - Shōhei Imamura, japoński reżyser filmowy (ur. 1926)
  - Bill Kovacs(inne języki), amerykański filmowiec, pionier animacji komputerowej (ur. 1949)
  - Romuald Markowski, polski koszykarz, siatkarz, trener koszykówki (ur. 1922)
  - Robert Sterling, amerykański aktor (ur. 1917)
  - Metod Trobec, słoweński seryjny morderca (ur. 1948)
- 2007:
  - Nick Ramus, amerykański aktor (ur. 1929)
  - Mieczysław Rzepiela, polski polityk, poseł na Sejm PRL (ur. 1919)
  - Cacho Tirao, argentyński gitarzysta, kompozytor (ur. 1940)
- 2008:
  - Lorenzo Odone, amerykański pacjent pochodzenia włoskiego (ur. 1978)
  - Boris Szachlin, rosyjski gimnastyk (ur. 1932)
- 2009:
  - Dżafar Muhammad an-Numajri, sudański polityk, premier i prezydent Sudanu (ur. 1930)
  - Krystyna Borowicz, polska aktorka (ur. 1923)
  - Luís Cabral, gwinejski polityk, prezydent Gwinei Bissau (ur. 1931)
  - Efraim Kacir, izraelski polityk, prezydent Izraela (ur. 1916)
  - Waldemar Matuška, czeski piosenkarz, aktor (ur. 1932)
  - Elżbieta Szczodrowska, polska rzeźbiarka (ur. 1921)
- 2010:
  - Arje Eli’aw, izraelski działacz społeczny, polityk (ur. 1921)
  - Pat Evison, nowozelandzka aktorka (ur. 1924)
  - Peter Orlovsky, amerykański poeta (ur. 1933)
- 2011:
  - Rickard Bruch, szwedzki lekkoatleta, dyskobol i kulomiot, aktor (ur. 1946)
  - Marek Siemek, polski filozof (ur. 1942)
  - Rosalyn Yalow, amerykańska fizyk medyczna, laureatka Nagrody Nobla (ur. 1921)
- 2012:
  - Edi Federer, austriacki skoczek narciarski, menedżer (ur. 1955)
  - Andrew Fielding Huxley, brytyjski fizjolog, biofizyk, laureat Nagrody Nobla (ur. 1917)
  - Jack Twyman, amerykański koszykarz (ur. 1934)
- 2013:
  - Rituparno Ghosh, indyjski reżyser filmowy (ur. 1963)
  - Helen Hanft, amerykańska aktorka (ur. 1934)
  - Andrzej Nowak, polski hokeista (ur. 1956)
- 2014:
  - Hienadź Buraukin, białoruski poeta, dziennikarz, dyplomata (ur. 1936)
  - Henning Carlsen, duński reżyser filmowy (ur. 1927)
  - Richard Dürr, szwajcarski piłkarz (ur. 1938)
  - Joan Lorring, amerykańska aktorka (ur. 1926)
- 2016:
  - Boniface Choi Ki-san, południowokoreański duchowny katolicki, biskup Inczon (ur. 1948)
  - Bogusław Choina, polski lekarz, działacz opozycji demokratycznej, polityk, poseł na Sejm RP (ur. 1950)
  - Ellen Niit, estońska poetka, pisarka, tłumaczka (ur. 1928)
- 2017:
  - Daniel Kucera, amerykański duchowny katolicki, arcybiskup metropolita Dubuque (ur. 1923)
  - Molly Peters, brytyjska aktorka (ur. 1942)
  - Stefano Tatai, włoski szachista (ur. 1938)
  - Elena Verdugo, amerykańska aktorka (ur. 1925)
- 2019:
  - Michel Canac, francuski narciarz alpejski (ur. 1956)
  - Thad Cochran, amerykański polityk (ur. 1937)
  - Frank Lucas, amerykański gangster, handlarz narkotyków (ur. 1930)
  - Diogo Reesink, holenderski duchowny katolicki posługujący w Brazylii, biskup Teófilo Otoni (ur. 1934)
  - Giuseppe Sandri, włoski duchowny katolicki posługujący w Południowej Afryce, biskup Witbank (ur. 1946)
- 2020:
  - Yawovi Agboyibo, togijski prawnik, polityk, premier Togo (ur. 1943)
  - Józef Grzesiak, polski bokser (ur. 1941)
  - Bobby Joe Morrow, amerykański lekkoatleta, sprinter (ur. 1935)
- 2021:
  - Rick Mitchell, australijski lekkoatleta, sprinter (ur. 1955)
  - Arkadiusz Orzechowski, polski lekarz weterynarii (ur. 1956)
  - Uroš Peterka, słoweński skoczek narciarski (ur. 1981)
- 2022:
  - Friedrich Christian Delius, niemiecki pisarz (ur. 1943)
  - Milton Gonçalves, brazylijski aktor (ur. 1933)
  - Mariusz Linke, polski zawodnik brazylijskiego jiu-jitsu i MMA, trener (ur. 1969)
  - Boris Pahor, słoweński pisarz (ur. 1913)
- 2023:
  - Raisa O’Farrill, kubańska siatkarka (ur. 1972)
  - Peter Simonischek, austriacki aktor (ur. 1946)
- 2024:
  - Thumma Bala, indyjski duchowny katolicki, arcybiskup Hajdarabad (ur. 1944)
  - Trevor Edwards, walijski piłkarz (ur. 1937)
  - Kelvin Felix, dominicki duchowny katolicki, arcybiskup Castries na Saint Lucia, kardynał (ur. 1933)
  - Drew Gordon, amerykański koszykarz (ur. 1990)
- 2025:
  - Étienne-Émile Baulieu, francuski biochemik, endokrynolog, profesor nauk medycznych (ur. 1926)
  - Valerie Mahaffey, amerykańska aktorka (ur. 1953)
  - Loretta Swit, amerykańska aktorka (ur. 1937)
  - Janusz Sztumski, polski socjolog, profesor nauk społecznych, nauczyciel akademicki (ur. 1930)